# Салтанат
Салтана́т (каз. Салтанат) — село у складі Жангалинського району Західноказахстанської області Казахстану. Входить до складу Копжасарського сільського округу.
Населення — 59 осіб (2021; 124 у 2009, 209 у 1999, 184 у 1989).